# Oreopithecus bambolii
L'Oreopithecus bambolii è una piccola scimmia antropomorfa vissuta circa 8,5 milioni di anni fa, nel Miocene.
I fossili sono stati ritrovati in Toscana, Sardegna e in Africa orientale.
Sono stati finora ritrovati i reperti di oltre cinquanta individui nelle miniere toscane di Montebamboli, Baccinello, Montemassi, Casteani e Ribolla, in provincia di Grosseto, che fanno dell'O. bambolii una delle scimmie fossili meglio rappresentate.

## Etimologia
Il nome scientifico Oreopithecus viene dal greco ὄρος, oros= "monte" e πίθηκος, pithekos= "scimmia" e significa quindi "scimmia delle montagne".

## Ritrovamenti
I resti dell'oreopiteco sono stati rinvenuti per la prima volta nel 1871 dal professor Igino Cocchi presso le miniere di lignite di Montebamboli, borgata grossetana di Massa Marittima. Il nome stesso, bambolii, gli fu dato proprio in riferimento alla località dal paleontologo francese Paul Gervais che per primo studiò i suddetti resti. Una dozzina di altri fossili, tra cui una mascella, sono stati ritrovati nel 1890 in varie località minerarie nei dintorni di Grosseto da Giuseppe Ristori. Nel 1907, Giuseppe Merciai descrisse quattro mascelle e una mandibola provenienti da una miniera di Ribolla, nel Grossetano. In questo periodo non si era ancora arrivati a un consenso comune sul fatto che Oreopithecus fosse da classificarsi come scimmia antropomorfa.
A partire dal 1949, il paleontologo svizzero Johannes Hürzeler cominciò a rianalizzare il materiale precedentemente scoperto. Tra il 1954 e il 1958 giunse alla conclusione che Oreopithecus era un vero ominide basandosi sui premolari, le mandibole corte e la ridotta lunghezza dei canini, che all'epoca erano considerati un elemento diagnostico per l'appartenenza alla famigli degli Hominini.
L'ipotesi suscitò accese discussioni tra i colleghi paleontologi. Le sue conferenze in varie parti del mondo ottennero una grande copertura da parte della stampa che presentò le ricerche come una sfida all'ipotesi darwiniana della discendenza dell'uomo dalle scimmie.
Nel 1954, Hürzeler si recò in Maremma per cercare possibili resti nell'unica miniera di lignite ancora in attività, quella di Baccinello, ma dopo quattro anni di ricerche, fu annunciata la chiusura della miniera il 2 agosto 1958. Alcuni giorni prima della definitiva chiusura, tuttavia, alcuni minatori riportarono alla luce lo scheletro intero di una scimmia, che ribattezzarono familiarmente "Sandrone": la scoperta fu di massima importanza, in quanto fu presto confermato come unico scheletro completo di Oreopithecus bambolii. Attualmente Sandrone è conservato al Museo di Storia Naturale dell'Università di Firenze, Sezione di Geologia e Paleontologia.
 
Nel 1960, Hürzeler affermò che lo scheletro apparteneva ad un bipede, in quanto le ridotte dimensioni delle pelvi erano più simili a quelle degli ominidi che agli scimpanzé o gorilla. L'asserita affinità dell'Oreopithecus con gli ominidi è rimasta controversa per decenni, fino a che nuove analisi condotte negli anni 1990 hanno mostrato che Oreopithecus era direttamente correlato al Dryopithecus. Le peculiarità del cranio e dei denti sono spiegabili come conseguenze dell'isolamento insulare.
In Sardegna, in seguito a degli scavi presso la centrale termoelettrica di Fiume Santo, nelle vicinanze di Porto Torres (SS), vengono scoperti nel 1994 dei frammenti ossei che studiati della Facoltà di Scienze Naturali di Sassari, in collaborazione con l'Università di Liegi risultano aventi un'età di circa 8,5 milioni di anni. I resti consistono in un frammento di mandibola con qualche dente attaccato e qualcun altro sparso, trovati a cinque metri di profondità. L'essere a cui appartengono i resti viene chiamato familiarmente "Proto".

## Caratteristiche
Il peso dell'Oreopithecus bambolii poteva oscillare tra i 30 e i 35 kg. Aveva un muso relativamente corto, ossa nasali rialzate, neurocranio piccolo e globulare, orbita oculare verticale e ossa facciali sottili. La morfologia dei molari indica una dieta consistente soprattutto di foglie di alberi. La parte inferiore del muso piuttosto robusta, con una grande superficie di attacco per il muscolo massetere e una cresta sagittale per l'attacco del muscolo temporale, indica un apparato masticatorio possente.
I denti erano molto piccoli in proporzione alle dimensioni del corpo. La mancanza di diastema (separazione) tra il secondo incisivo e il primo premolare della mandibola indica che l'Oreopithecus aveva dei canini di dimensioni paragonabili al resto della sua dentizione. In molti primati, la presenza di canini piccoli è correlata con una ridotta competizione tra i maschi per la conquista delle femmine e un dimorfismo sessuale poco accentuato.
Il suo habitat sembra essere stato più in zone acquitrinose che nelle foreste o nelle savane. L'anatomia postcraniale mostra adattamenti sia ad una vita arboricola sospesa che a una deambulazione bipede. I tratti funzionali relativi alla locomozione in sospensione includono un torace ampio, un torso corto, dita lunghe e affusolate e estesa mobilità in tutte le articolazioni. Mostra nel contempo adattamenti alla postura eretta come la presenza della curvatura lombare, non presente in altre specie simili dello stesso periodo. Poiché i fossili sono datati a circa otto milioni di anni fa, questo rappresenta un esempio molto precoce di postura eretta. Non è ben chiaro però quanto fosse effettivamente in grado di camminare in posizione eretta, mentre le braccia e le sue dita sembrano mostrare un adattamento all'arrampicarsi e al penzolare.

## Interpretazioni
I resti vengono descritti per la prima volta dal paleontologo francese Paul Gervais nel 1872, ma una prima ipotesi interpretativa fu proposta dal professor Johannes Hürzeler del Museo di Storia Naturale di Basilea nel 1965, secondo il quale "Sandrone" appartiene al ramo delle scimmie antropomorfe, la qual cosa viene confermata dai ritrovamenti di Fiume Santo. Hürzeler aveva ipotizzato che Oreopithecus, alto circa 1,10 metri, fosse bipede anche se manteneva tratti arboricoli.
Oreopithecus si sviluppò tra nove e sette milioni di anni fa nell'area tosco-sarda, quando questa regione era emersa dalle acque di quello che rimaneva dell'oceano Tetide, che si trovava in via di essiccamento dopo la chiusura dello stretto di Gibilterra e la conseguente crisi di salinità del Messiniano. L'emersione delle terre permise il collegamento dell'Eurasia con l'Africa settentrionale, consentendo così il passaggio di specie viventi tra i due continenti precedentemente separati. L'evoluzione particolare della scimmia viene attribuita alle condizioni di insularità del suo habitat, che hanno portato ad uno sviluppo specifico.
Il fatto che questa scimmia antropomorfa fosse bipede, per Salvador Moyà-Solà e Meike Köhler dell'Istituto di Paleontologia Miquel Crusafont di Sabadell, nei pressi di Barcellona, sarebbe una prova che il bipedismo non sia una peculiarità prettamente "umana". Nel 1997, i due studiosi pubblicarono un articolo in cui ipotizzavano che l'O. bambolii non appartenesse al ramo umano e che la sua evoluzione particolare fosse dovuta al fatto di essere vissuto in un ambiente insulare: la sua posizione bipede non sarebbe altro che una "coincidenza" con quella umana.
Tra le caratteristiche che indicherebbero l'adattamento all'andatura bipede sarebbe da considerare la presenza della curva lombare, differente da altre specie simili vissute nello stesso periodo di tempo. Poiché i fossili sono stati datati a circa 8 milioni di anni fa, questo rappresenterebbe un insolitamente precoce apparire della postura eretta. Tuttavia una recente rianalisi della spina dorsale dello scheletro di Oreopithecus ha portato alla conclusione che esso non mostrava un adattamento all'andatura bipede abituale.